# Manuel Lisandro Barillas Bercián
Manuel Lisandro Barillas Bercián (ur. 17 stycznia 1845 w Quetzaltenango, Gwatemala, zm. 15 marca 1907 w Meksyku) – prezydent Gwatemali w okresie od 6 kwietnia 1885 do 15 marca 1886 oraz od 16 marca 1886 do 15 marca 1892. Został następcą Alejandro Sinibaldiego.